# Úlcera da boca

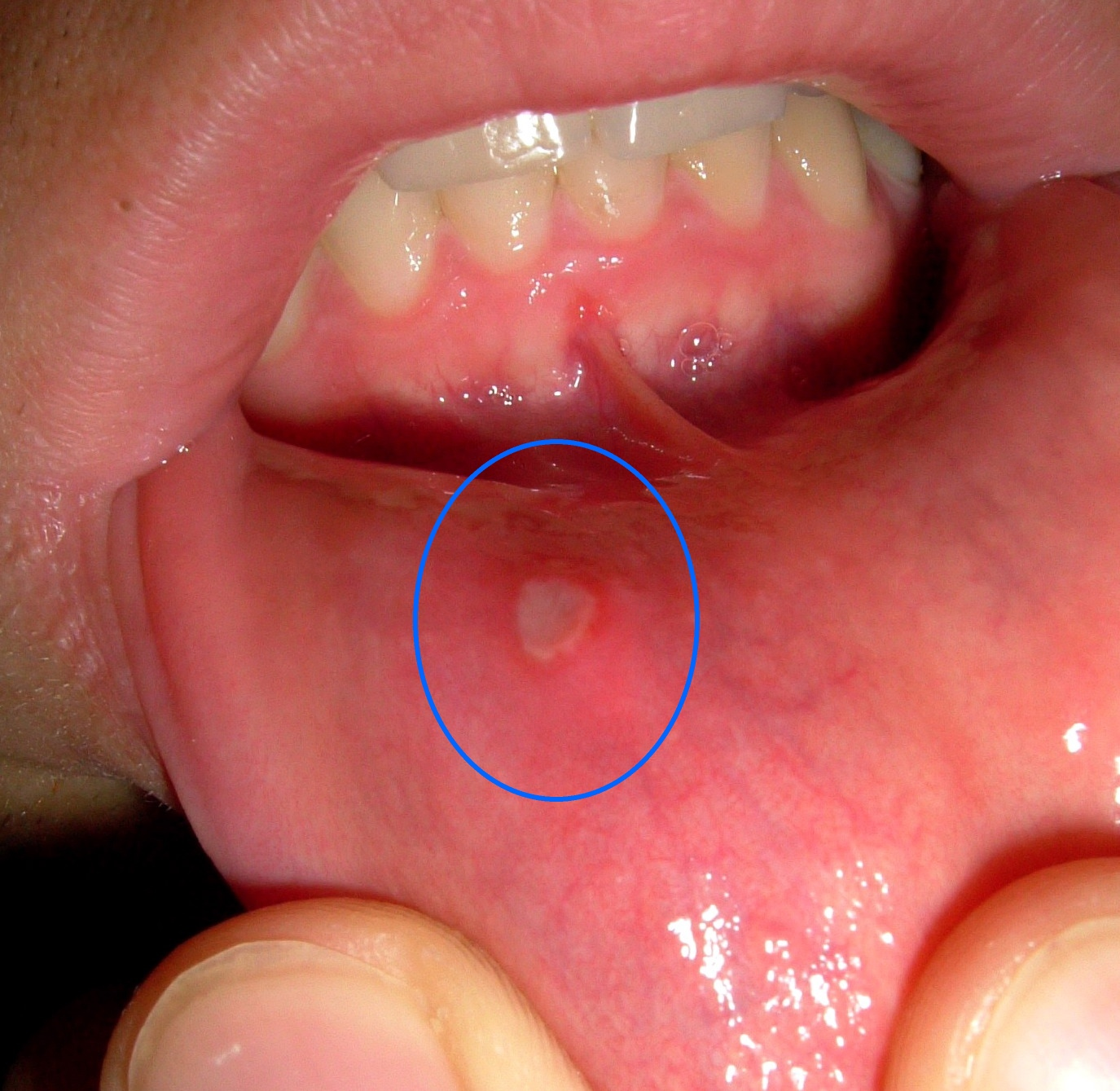
Uma úlcera na boca (neste caso, associada à estomatite aftosa) na mucosa oral (revestimento do lábio inferior)

A úlcera da boca é uma ferida na membrana mucosa que reveste a boca. Eles podem aparecer na cor vermelha ou branca. Muitas vezes ocorre dor que pode resultar em desidratação devido à diminuição do consumo de água. Alguns tipos podem ocorrer recorrentemente.
A maioria dos casos deve-se a trauma local ou estomatite aftosa ("aftas"). Outras causas incluem doenças infecciosas, doenças autoimunes e cancro da boca. Casos não dolorosos podem ocorrer devido a sífilis, lúpus ou cancro. O diagnóstico é baseado nos sintomas, exames e, possivelmente, biópsia.